# Pik Chernenko
Der Pik Chernenko (englische Transkription von russisch Пик Черненко Pik Tschernenko) ist ein Berg im ostantarktischen Königin-Maud-Land. In den Drygalskibergen der Orvinfjella ragt er an der Südseite des Holtanna im östlichen Teil des Fenriskjeften auf.
Russische Wissenschaftler benannten ihn. Der weitere Benennungshintergrund ist nicht überliefert.